# Haution
Haution ist eine französische Gemeinde mit 130 Einwohnern (Stand 1. Januar 2022) im Département Aisne in der Region Hauts-de-France. Sie gehört zum Arrondissement Vervins, zum Kanton Vervins und zum Gemeindeverband Thiérache du Centre.

## Geographie
Die Gemeinde Haution liegt im Zentrum der Thiérache, sechs Kilometer nordwestlich von Vervins. Nachbargemeinden von Haution sind Autreppes im Nordosten, Laigny im Osten, Voulpaix im Südosten, La Vallée-au-Blé im Südwesten, Marly-Gomont im Westen sowie Saint-Algis im Nordwesten.

## Bevölkerungsentwicklung
| Jahr                       | 1962 | 1968 | 1975 | 1982 | 1990 | 1999 | 2006 | 2014 | 2022 |
| Einwohner                  | 226  | 202  | 157  | 145  | 184  | 153  | 145  | 152  | 130  |
| Quellen: Cassini und INSEE |      |      |      |      |      |      |      |      |      |

## Sehenswürdigkeiten

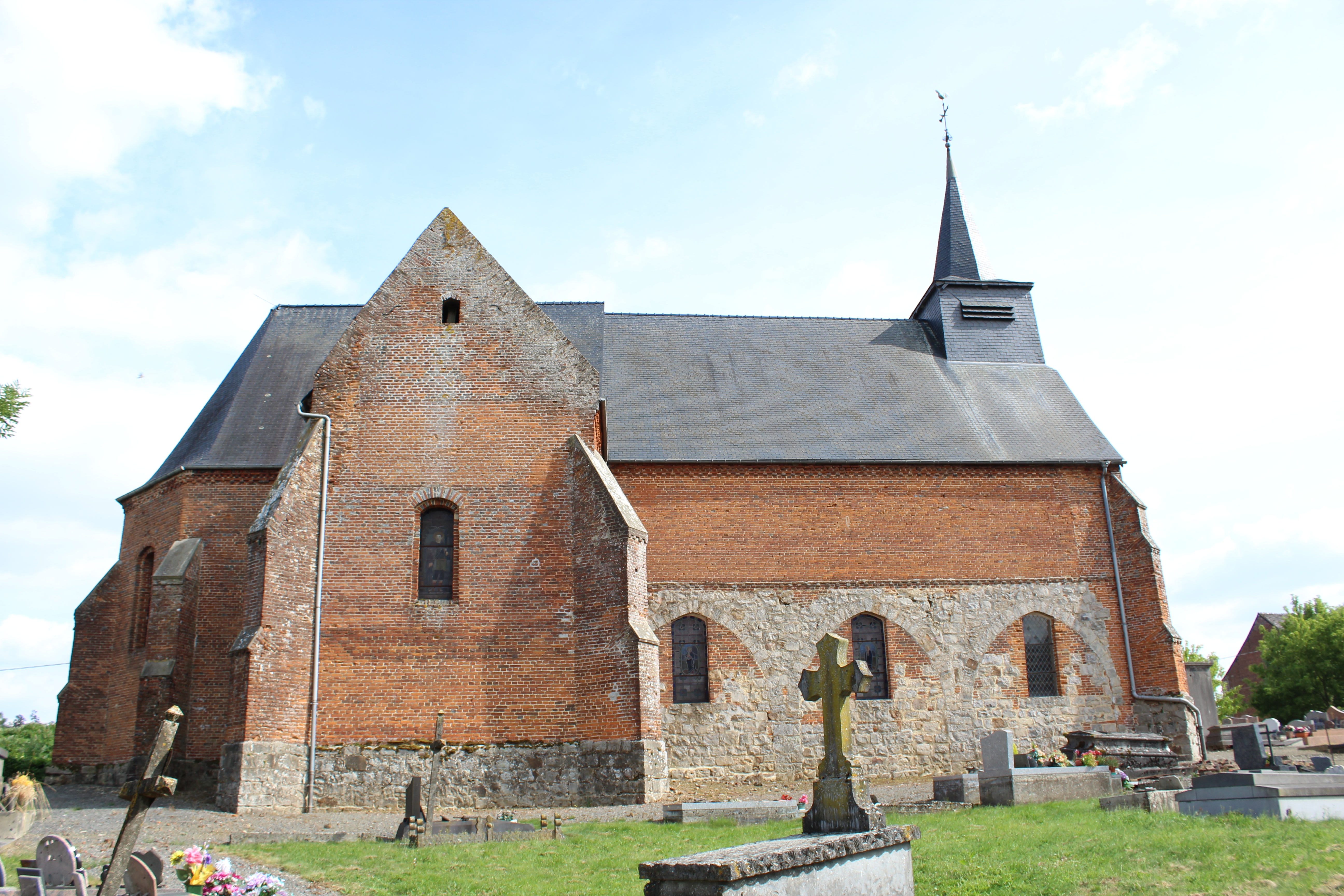
Kirche Notre-Dame

- Kirche Notre-Dame